# Pierre Koralnik
Pierre Koralnik est un réalisateur suisse, né le 25 décembre 1937 à Paris.

## Enfance
Pierre Koralnik est issu d’une famille juive originaire de la ville ukrainienne d'Ouman. Au moment de la guerre civile russe et de ses pogroms antisémites, ses parents vont s’enfuir vers l’ouest s’installant d’abord à Varsovie, puis à Berlin, où son père va travailler dans le domaine de la formation professionnelle. L’arrivée du pouvoir nazi en 1933 oblige la famille Koralnik à s’expatrier une fois de plus pour s’installer en France : à Paris, qui sera, le 25 décembre 1937, ville de naissance du jeune Pierre, puis, après l'Armistice du 22 juin 1940, en Zone libre. À la suite d'une rafle de la police du Régime de Vichy, Pierre et sa mère sont internés au camp de déportation des Milles dans le secteur d’Aix-en-Provence. Le père de Pierre Koralnik parvient cependant à les faire libérer ; et la famille réussit ensuite à trouver refuge en Suisse, en passant la frontière à Genève, où elle sera prise en charge par les autorités helvétiques .

## Études
Pierre Koralnik fait ses études en Suisse et, s'intéressant au cinéma, revient à Paris où il se présente au concours de l'IHDEC pour les étrangers. Il en sort diplômé en 1957, dans la même promotion que Marin Karmitz et James Blue.

## Carrière

### Continent sans visa
Il débute à la Télévision suisse romande pour l'émission Continent sans visa. Dès lors, il réalise plusieurs téléfilms et portraits comme celui de  l'écrivain afro-américain James Baldwin (1962, 30 min) et un autre du peintre anglais contemporain Francis Bacon (1964, 22 min), un documentaire réalisé en une nuit dans la maison-atelier que l'artiste va occuper (de 1961 jusqu'à sa mort en 1992) au 7, Reece Mews, dans le quartier de South Kensington à Londres.
La même année, Pierre Koralnik se lance dans un reportage sur le "cinéma d'épouvante", toujours pour Continent sans visa :  s'introduisant dans les studios britanniques de la Hammer Film Productions, il explore la très secrète machine à effets spéciaux qui fait la joie des spectateurs des films d'horreur avec sa cohorte de personnages issus de la littérature de genre : Dracula, Frankenstein, Loup-Garou, etc. avec des interviews exclusifs des acteurs-vedettes tels l'américain d'adoption Boris Karloff, connu pour avoir incarné Frankenstein le film, dans les années 1930, et le britannique Christopher Lee, alias Dracula à l'écran, ce dernier s'exprimant, avec beaucoup d'humour et d'ironie sur ses rôles, dans un français impeccable.

### Rose d'Or de Montreux
En 1964, Pierre Koralnik, seconde son ami et confrère suisse, Jean-Louis Roy, tombé malade, pour la réalisation de Happy End : une émission de variétés qui, sur le mode de la fiction, raconte le voyage imaginaire d'un petit homme rêveur que le hasard précipite dans la mythologie poétique du cinéma. Cosigné par les deux réalisateurs, Happy End est sélectionné pour représenter la Télévision suisse au Festival de la Rose d'Or de Montreux 1964 (une manifestation récompensant chaque année les programmes télévisés du monde entier), et y obtient la récompense suprême le 16 avril 1964.

### Actualités et variétés à la Télévision Française
Le réalisateur suisse collabore également à plusieurs productions de la télévision française comme le grand magazine de l'ex-ORTF Cinq colonnes à la une, et Dim Dam Dom, l'émission mensuelle produite par Daisy de Galard destinée au public féminin. Parallèlement, à la suite de sa rencontre avec  la chanteuse et productrice française Michèle Arnaud, Pierre Koralnik produira avec elle deux émissions de divertissement impertinentes à la fois par le ton et par la méthode de tournage. La première, en 1964-1965, s'intitule Ni figue Ni raisin sur des sketchs écrits par Jean-Loup Dabadie dont huit épisodes sont connus à ce jour. 
La seconde émission de variétés coproduite par Pierre Koralnik, diffusée en 1966-1967, s'appelle Dents de lait, Dents de loup. C'est un programme d'une heure qui verra défiler, sur un mode très libre et très enjoué, aussi bien des vedettes de la chanson française que des stars de la pop britannique venue du Swinging London, alors en pleine effervescence. Ainsi, lors de l'émission du mercredi 11 janvier 1967, le plateau de Dents de lait, Dents de loup, diffusé à 20h30 sur la 1ère chaîne de l'ORTF, verra défiler : Marie Laforêt, Françoise Hardy, Johnny Hallyday, Sylvie Vartan, etc. On y voit aussi Serge Gainsbourg, accompagné de Marianne Faithfull venue chanter en français Hier ou demain, la chanson spécialement écrite et composée par l'auteur de La Javanaise et que l'égérie de la pop anglaise a enregistré pour Anna, la comédie musicale que Pierre Koralnik vient de terminer et programmée deux jours plus tard sur la même chaîne.

### Michèle Arnaud, Serge Gainsbourg etAnna
C'est à la demande de Michèle Arnaud qu'il réalise ensuite la comédie musicale Anna, premier téléfilm tourné en 35 mm et en couleurs, mais montré en noir et blanc aux téléspectateurs de la première chaîne le vendredi 13 janvier 1967,. À l'initiative de Malavida Films, Anna ne sera finalement distribué sur les écrans de cinéma qu'à partir du 29 novembre 2023.

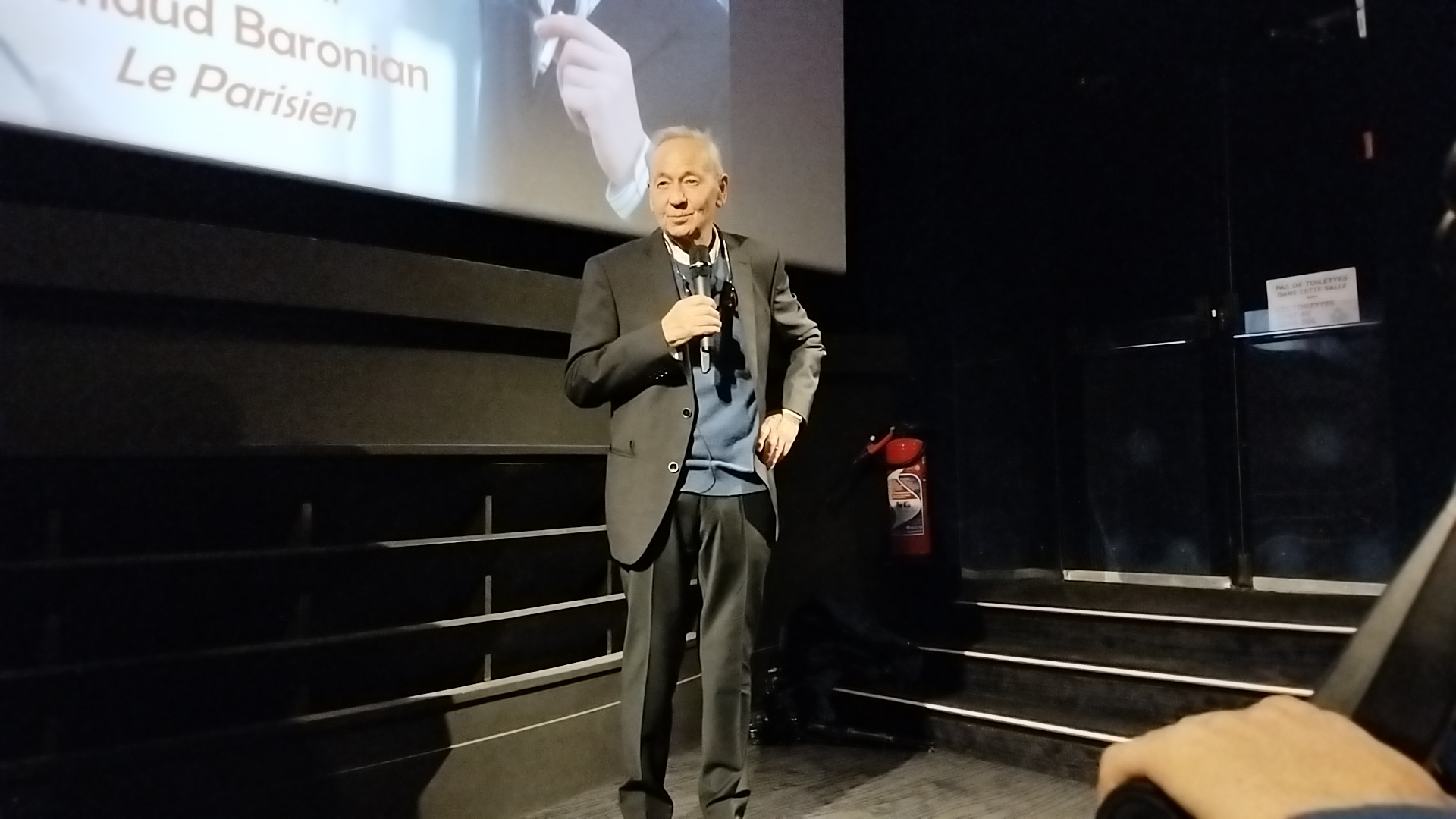
Pierre Koralnik présentant Anna au cinéma Le Champo - Espace Jacques-Tati, en novembre 2023. (French) 29 November 2023.

En 1970, associant une partie de l'équipe du téléfilm Anna, notamment le directeur photo Willy Kurant, la monteuse Françoise Collin et Serge Gainsbourg pour la musique, Pierre Koralnik signe - pour le cinéma cette fois -  un polar baroque et flamboyant au titre sulfureux de Cannabis avec : Gainsbourg lui-même dans le rôle principal, Jane Birkin et Curd Jürgens.

### Téléfilms de prestige
Koralnik se distingue parallèlement avec des téléfilms de prestige et de qualité associant grands textes, musique contemporaire, et danse classique ; et en donnant deux de ses derniers rôles à la danseuse et actrice Ludmila Tcherina avec :  Salomé, diffusé en 1969, d'après le drame d'Oscar Wilde  dans une distribution qui rassemble dans les rôles principaux, Michel Auclair et Madeleine Sologne ; la musique originale est du compositeur Jean Prodromidès ; et, spécialement pour Ludmila Tcherina jouant le rôle de Salomé, la chorégraphie de la danse des sept voiles est signée Maurice Béjart et a été filmée par Koralnik et son équipe sur la terrasse du Parc Güell à Barcelone. Suivra en 1974 La Reine de Saba (écrit par Maurice Clavel sur une idée d'Henry Chapier) avec : Ludmila Tcherina dans le rôle-titre, et Frédéric de Pasquale en Roi Salomon.

### L'âge des séries
Pierre Koralnik poursuivra sa carrière de réalisateur de films et téléfilms jusque dans les années 2000. Il participe notamment à plusieurs mini-séries TV comme :  L'Instit  avec Gérard Klein, Nestor Burma  avec Guy Marchand, ainsi que la longue série  Maigret  avec Bruno Cremer. En 2024, la Cinémathèque suisse lui consacre une rétrospective.

## Distinction
En 1982, il reçoit le prix Boris-Oumanski.

## Filmographie

### Cinéma
- 1970 : Peggy Guggenheim, mémoire d'une collectionneuse[16]

- 1970 : Cannabis
- 1973 : La Sainte Famille
- 1980 : Louise Nevelson, Louise Nevelson, Ma vie comme un collage[17]
- 1983 : La Passion d'Adolf Wölfli, une biographie de rêve
- 1994 : Andrée Putman, vision de rêve

### Télévision
Téléfilms, sauf mention contraire.
- 1960 : Denis de Rougemont, fragments d'une biographie[18]
- 1962 : James Baldwin, un étranger dans le village (documentaire, RTS Radio Télévision Suisse)[19],[18]
- 1964 : Francis Bacon, peintre anglais (documentaire, RTS Radio Télévision Suisse)[18],[20]
- 1967 : Anna
- 1968 : Françoise et Udo [21]

Portrait original et fictionné de Françoise Hardy et Udo Jürgens.
- 1969 : Salomé
- 1970 : Ich bin Vicky Leandros
- 1974 : La Reine de Saba
- 1977 : Moi, exilée
- 1978 : Rumeur
- 1984 : Le Rapt
- 1985 : Enquête sur une parole donnée : La lettre perdue
- 1987 : Le Prince barbare (Ekitos - Prinz der Barbaren)
- 1990 : Quartier nègre
- 1991 : Les Démoniaques
- 1993 : Retour au bercail, épisode de la série télévisée Nestor Burma
- 1997 : Maigret et l'improbable Mr. Owen, épisode de la série télévisée Maigret

### Autre
- 1991 : Visages suisses, film officiel pour le 700e anniversaire de la Confédération